# 龙江水库 (资中)
龙江水库是中国四川省内江市资中县龙江镇境内的一座水库，位于沱江支流龙江河上，建于1985年。水库正常库容为1536万立方米，集雨面积为63平方千米，海拔为390.18米。